# Ciona roulei
Ciona roulei is een zakpijpensoort uit de familie van de Cionidae. De wetenschappelijke naam van de soort is voor het eerst geldig gepubliceerd in 1887 door Lahille.